# Jagamukti
Jagamukti is een bestuurslaag in het regentschap Sukabumi van de provincie West-Java, Indonesië. Jagamukti telt 5340 inwoners (volkstelling 2010).